# Wahlen zum Repräsentantenhaus der Vereinigten Staaten 1924
Bei den Wahlen zum Repräsentantenhaus der Vereinigten Staaten 1924 wurden am 4. November 1924 die Abgeordneten des Repräsentantenhauses gewählt. Im Bundesstaat Maine fanden die Wahlen bereits am 8. September statt. Die Wahlen waren Teil der allgemeinen Wahlen zum 69. Kongress der Vereinigten Staaten in jenem Jahr, bei denen auch ein Drittel der US-Senatoren gewählt wurden. Gleichzeitig fand auch die Präsidentschaftswahl des Jahres 1924 statt, die der Republikanische Amtsinhaber Calvin Coolidge gewann.
Zum Zeitpunkt der Wahlen bestanden die Vereinigten Staaten aus 48 Bundesstaaten. Die Zahl der zu wählenden Abgeordneten war 435. Die Sitzverteilung basierte auf der Volkszählung von 1910. (Wegen fehlender politischer Mehrheiten wurde die eigentliche Anpassung nach den Zahlen der Volkszählung von 1920 nicht vorgenommen. Die nächste Anpassung erfolgte erst im Jahr 1932 mit den Daten der Volkszählung von 1930).
Bei der Wahl gewannen die Republikaner 22 Sitze hinzu und konnten damit ihre absolute Mehrheit ausbauen. Auf der anderen Seite verloren die Demokraten 24 Mandate und kamen nun nur noch auf 183 Sitze. Grund für dieses Ergebnis war vor allem die aufblühende Wirtschaft, die die Wähler vor allem der Politik der Republikanischen Bundesregierung als Verdienst anrechneten. Auch eine interne Spaltung der Republikaner und die daraus abgeleitete Gründung einer neuen Progressiven Partei konnte daran nichts ändern. Erstaunlich ist, dass die zahlreichen Affären und Skandale während der Amtszeit des am 2. August 1923 verstorbenen Republikanischen Präsidenten Warren G. Harding sich nicht auf das Republikanische Wahlergebnis auswirkten, obwohl führende Mitglieder der damaligen Regierung involviert waren. Die Wähler sahen diese Vorgänge eher als persönliches Fehlverhalten an.
Vor allem in den Südstaaten war das Wahlrecht durch Gesetze eingeschränkt, die das Wahlrecht an ein bestimmtes Steueraufkommen knüpften. Dadurch wurden ärmere Weiße, vor allem aber viele Afro-Amerikaner vom Wahlrecht ausgeschlossen. Diese Einschränkungen galten bis zur Verabschiedung des 24. Zusatzartikel zur Verfassung der Vereinigten Staaten im Jahr 1964.

## Wahlergebnis
- Demokratische Partei 183 (207) Sitze
- Republikanische Partei 247 (225) Sitze
- Farmer Labor Party: 3 (2) Sitze
- Sonstige: 2 (1) Sitze

Gesamt: 435 (435)
In Klammern sind die Ergebnisse der letzten Wahl zwei Jahre zuvor. Veränderungen im Verlauf der Legislaturperiode, die nicht die Wahlen an sich betreffen, sind bei diesen Zahlen nicht berücksichtigt, werden aber im Artikel über den 69. Kongress im Abschnitt über die Mitglieder des Repräsentantenhauses bei den entsprechenden Namen der Abgeordneten vermerkt. Das Gleiche gilt für Wahlen in Staaten, die erst nach dem Beginn der Legislaturperiode der Union beitraten. Daher kommt es in den Quellen gelegentlich zu unterschiedlichen Angaben, da manchmal Veränderungen während der Legislaturperiode in die Zahlen eingearbeitet wurden und manchmal nicht.

## Weblink
- Party Divisions